# Pavilionul Prințului Teng

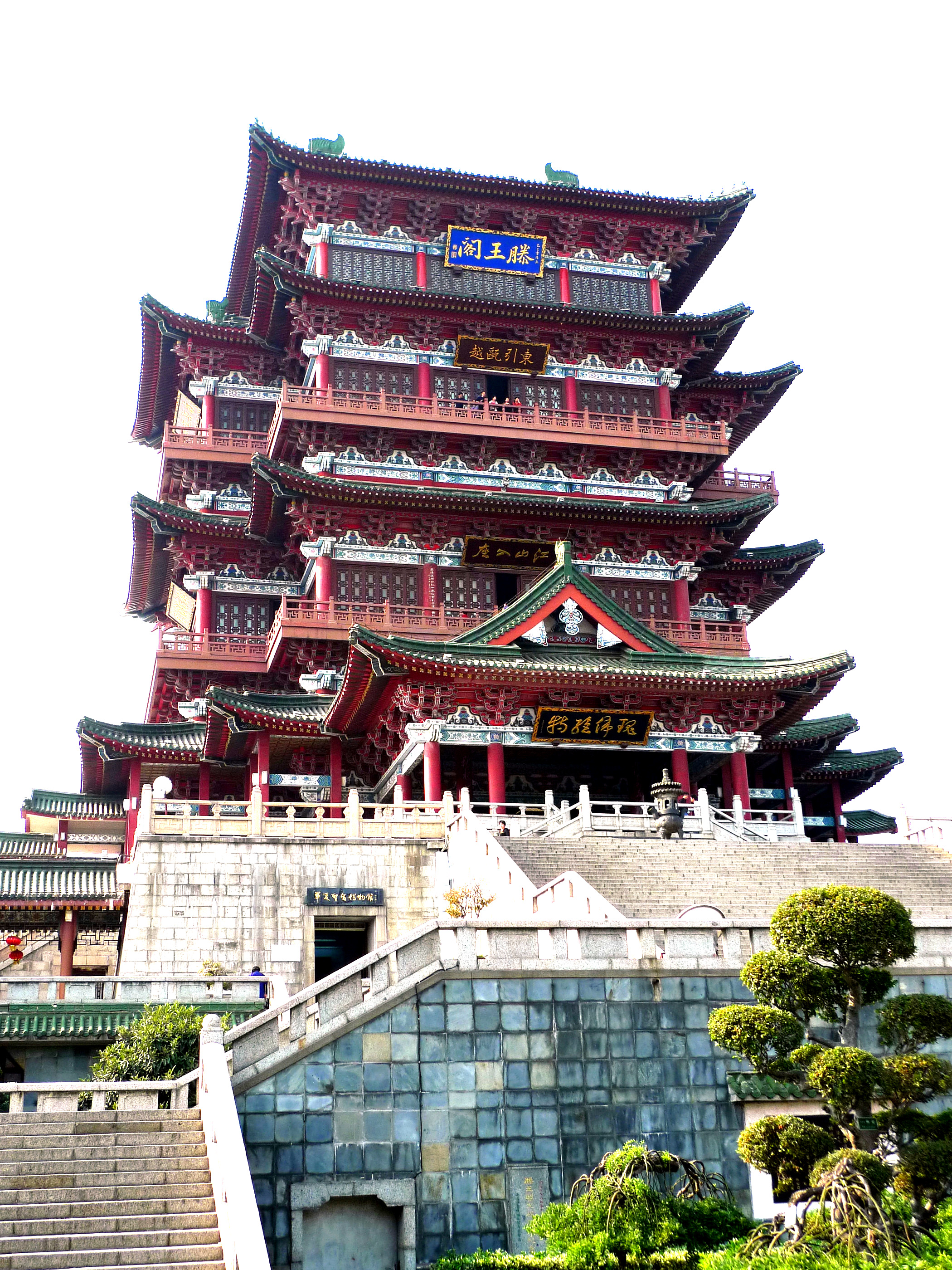
Pavilionul Prințului Teng, reconstruit.

Pavilionul Prințului Teng (chineză simplificată: 滕王阁; chineză tradițională: 滕王閣; pinyin: Téngwáng Gé) sau Pavilionul Tengwang este situat în Nanchang, provincia Jiangxi, China și este unul din cele mai cunoscute pavilioane chinezești și unul din Cele Patru Mari Turnuri ale Chinei. 

## Construcție
Pavilionul Tengwang a fost construit la jumătatea veacului al VII-lea de către Li Yuanying, nepotul lui Gaozu, întemeietorul dinastiei Tang. Li Yuanying va fi rămâne în istorie ca Prințul Teng sau Tengwang. Cronicile spun că acest prinț se îndeletnicea, plin de pasiune și de talent, cu pictura, caligrafia și muzica, iar acest pavilion a fost construit special pentru petreceri.

## Pavilionul poeților
Poetul Wang Bo, cu un an înainte să moară, a plecat spre casa părinților. El a ajuns la Nanchang în timpul sărbătorii Chongyang, care se ține în a noua zi a celei de-a noua luni a anului. Datorită celor doi de 9 (9 este numărul yang prin excelență), această zi este considerată distrugătoare a armoniei yin-yang și chinezii o țin ca să fie protejați. Ei cinstesc ziua suindu-se pe un munte înalt, bând vin de crizanteme și purtând o plantă numită zhuyu, considerată vindecătoare. Guvernatorul Yan Boyu tocmai dădea un ospăț în cinstea sărbătorii și l-a invitat pe Wang Bo să petreacă împreună cu el. Cu această ocazie, Wang Bo a improvizat câteva versuri, care au adăugat un prestigiu considerabil pavilionului:
„Pavilion durat de prințul Teng

Chiar lângă fluviu: insulă pustie.

Nici clinchete de jaduri, nici zvon de clopoței.

Coloanele pictate. Spre ele se îmbie

În zori, plutind ușoară, lumină aburie.

Stropi de perle seara adună stropii ploii

Ce vine din Xishan - Munte de-Apus.

Nori leneși în adâncuri la fel ca altădată,

Ca răsturnați prin raze se oglindesc de sus.

S-au trecut anotimpuri și s-au schimbat și stele

O, câte toamne oare în zborul lor s-au dus!

Fiu de-mpărat pe atunci sosit în ospeție

Unde-i acuma oare? Toți, toate s-au răpus.

Doar Fluviul Lung tot singur curgând pe lângă ziduri

În gol se varsă-ntruna, ca un șuvoi supus.”

Acest poem elegiac i-a făcut pe marii poeți clasici ai Chinei să privească la Pavilionul Tengwang ca la o sursă de inspirație și să vină aici să compună versuri.

## Ultima reconstrucție
De-a lungul timpului, pavilionul a fost distrus și reconstruit de 28 de ori. Ultima refacere a avut loc în 1988.
„Proiectul după care a fost refăcut pavilionul a fost desenat în 1942 de domnul Liang Sicheng, specialist în arhitectură antică, la care s-au mai adăugat și niște elemente inspirate din pictura policromă Pavilionul Tengwang și lucrarea Metode de construire, realizate în timpul dinastiei Song (960-1279). Suprafața construită este împărțită după principiul „trei la lumină și șapte la umbră“. Incluzând cele nouă socluri, pavilionul dispune în total de nouă niveluri. Cu o înălțime de 54,5 metri și o suprafață de 13000 de metri pătrați, pavilionul atrage atenția prin acoperișurile sale cu țigle smălțuite și streșini suprapuse, prin boltele sale frumos pictate. Urcându-te sus în pavilion și privind în depărtare, poți admira minunatele peisaje ale muntelui Xishan acoperit cu păduri luxuriante și Pavilionul Nanpu îconjurat de nori. Jos, la confluența fluviillor Ganjiang și Fuhe, apele curg tumultuos spre nord. (...)

Interiorul pavilionului este frumos împodobit. Peste tot se văd picturi murale de mari dimensiuni cu peisaje și persoanje istorice, sculpturi superbe din marmură și bronz, stele cu inscripții și distihuri. Sălile Hanmo și Danqing, aflate în partea superioară, oferă condiții ideale celor care vin să-și demonstreze măiestria în caligrafie și pictură. Potrivit unor scrieri istorice, marele dramaturg Tang Xianzu (1550-1616) din dinastia Ming (1368-1644) a descris Pavilionul Tengwang în cunoscuta sa piesă Pavilionul Bujorilor, iar vestitul poet Bai Juyi (772-846) din dinastia Tang a lăsat o poezie în care a descris Pavilionul Tengwang în timpul unui ospăț de rămas bun. Pentru a păstra tradiția, pavilionul refăcut are la etajul V o scenă în stil antic, destinată prezentării spectacolelor de cântece și dansuri și a pieselor de teatru.”

## Biografie, referințe
- Wang, Qiaolin (chineză: 王巧林; pinyin: Wáng Qiǎolín) et al. 1996. Jiangnan Famous Site: The Pavilion of Prince Teng (chineză simplificată: 江南名胜 滕王阁; chineză tradițională: 江南名勝 滕王閣; pinyin: Jiāngnán Míngshèng Téngwáng Gé). Baihuazhou Literary Press (chineză: 百花洲文艺出版社; pinyin: Báihuāzhōu Wényì Chūbǎnshè). 247 pages. ISBN 7-80579-797-8.